# فراونشتاین (اتریش)
فراونشتاین (به آلمانی: Frauenstein) یک منطقهٔ مسکونی در اتریش است که در ناحیه زنکت فایت آن در گلان واقع شده‌است. فراونشتاین ۳٬۶۶۹ نفر جمعیت دارد.